# Re dei re

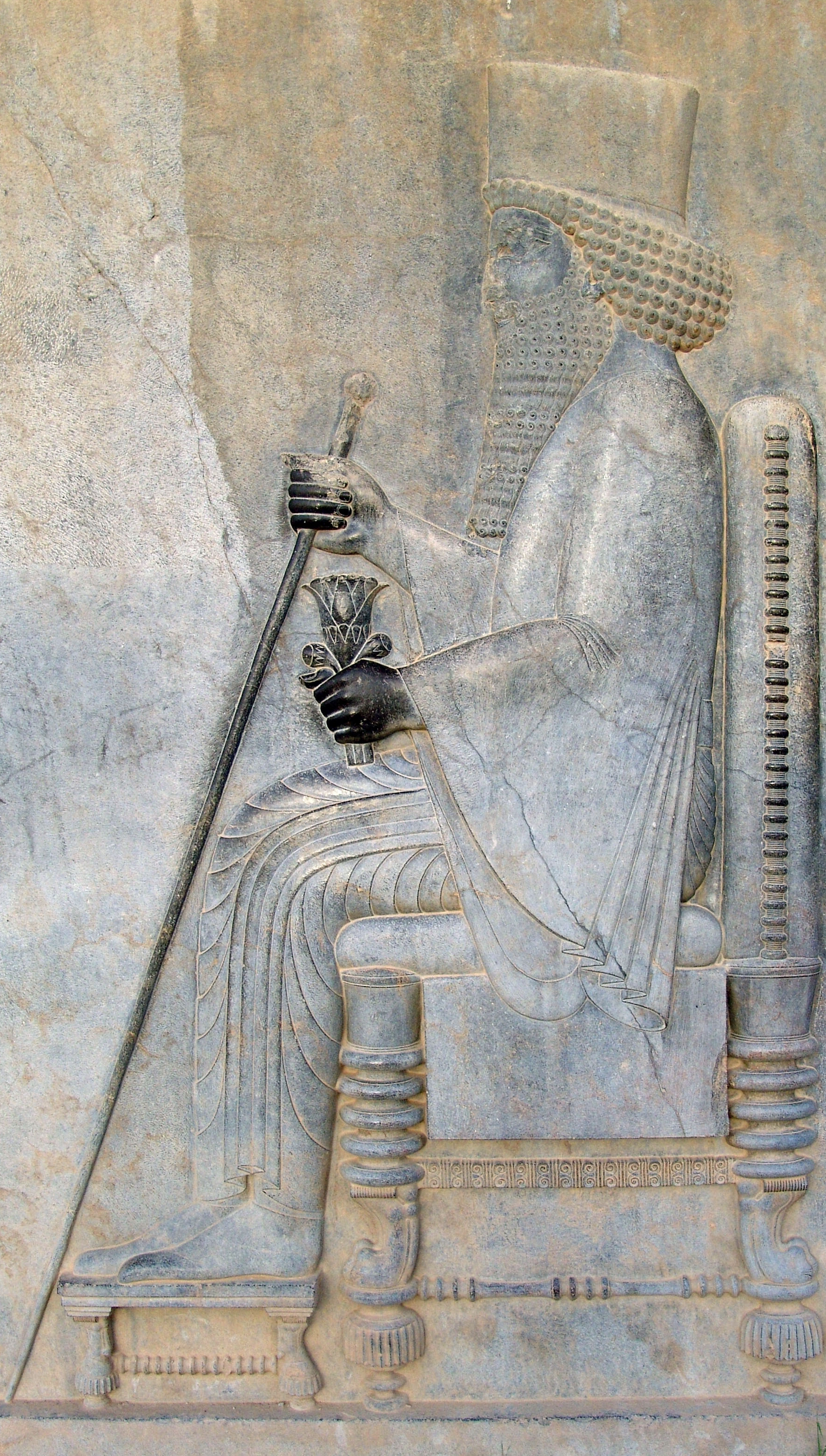
Dario I, re dei re dell'Impero achemenide.

Re dei re fu un titolo regale utilizzato soprattutto nel Vicino Oriente antico.
Benché sia principalmente associato alla Persia (in persiano antico:   𐎧𐏁𐎠𐎹𐎰𐎡𐎹 , xšāyaθiya), e in particolare all'Impero achemenide e all'Impero sasanide, il titolo in realtà risale a civiltà anche anteriori dell'antica Mesopotamia, ed è attestato per la prima volta attorno al 1200 a.C.
Per quanto riguarda il rapporto con altri titoli regali, re dei re viene solitamente considerato superiore al semplice re ed equivalente piuttosto a imperatore: in età contemporanea questa era la traduzione ufficiale adottata sia dalla dinastia Pahlavi, che regnò in Persia dal 1925 al 1979, sia dai sovrani (nəgusä nägäst in lingua ge'ez) dell'Impero d'Etiopia, deposti nel 1975.
Il titolo, infine, ha anche risvolti religiosi: nell'ebraismo Melech HaMelachim è uno dei nomi di Dio nella Bibbia, e nel cristianesimo lo si trova riferito a Gesù in vari passi del Nuovo Testamento.

## Caratteristiche
Il titolo di "re dei re" fu utilizzato da popolazioni come Accadi, Assiri e Babilonesi, che utilizzavano anche altri titoli con pretese di dominio universale, quali ad esempio "re di tutti i popoli", "re dei quattro angoli del mondo", "re della totalità", "re delle Terre", o addirittura "re del cielo e della terra", "re degli dèi", "re del paradiso e degli inferi"...
Fu ripreso per indicare il sovrano dell'Impero achemenide, in quanto figura di comando che godeva di assoluti poteri in campo politico, ma che poteva vantare anche una notevole caratura spirituale, ergendosi anche al di sopra della classe sacerdotale.

### Re dei re achemenide

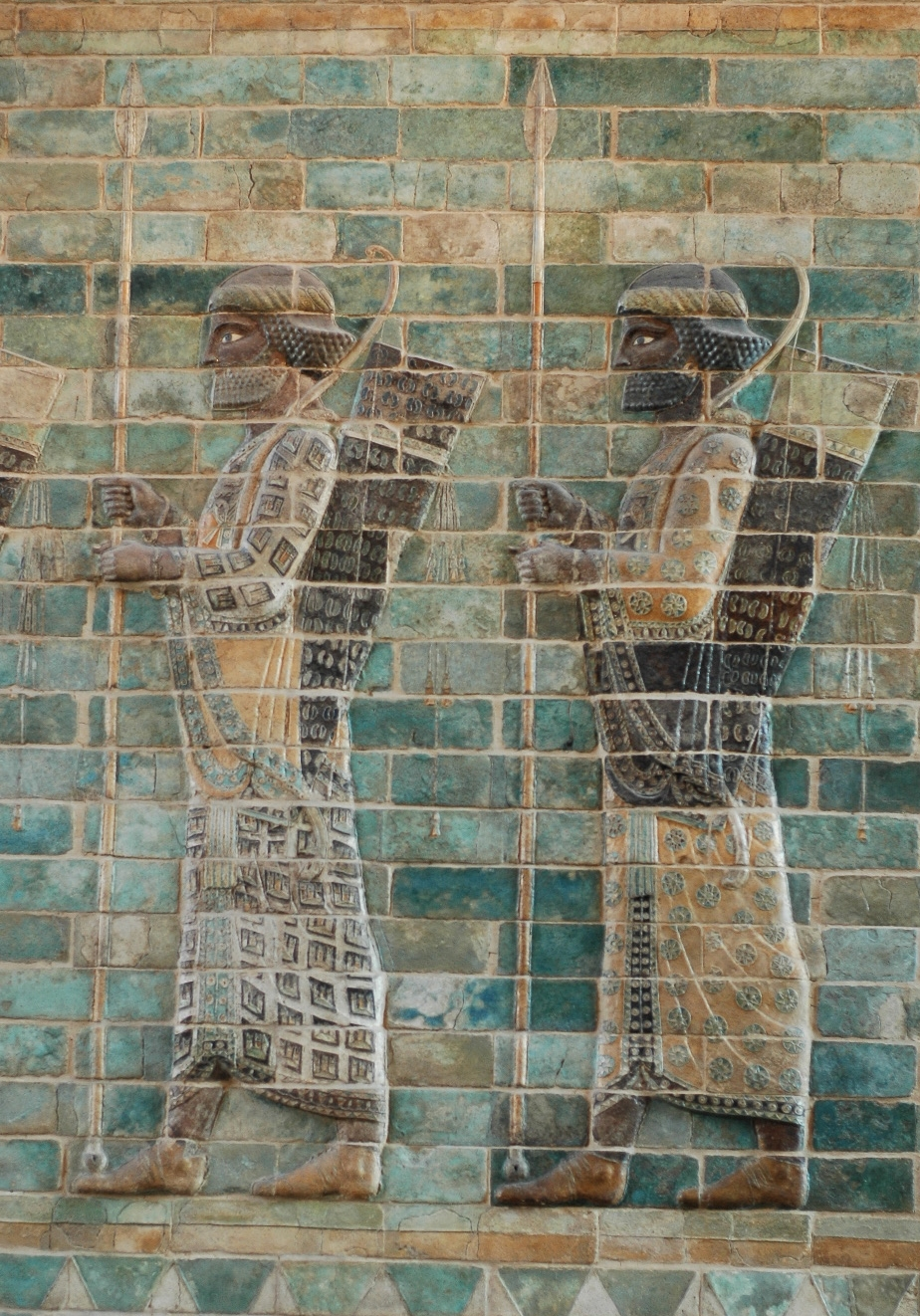
Due Immortali achemenidi.

Similmente ai faraoni d'Egitto, il sovrano era considerato una divinità vivente e pertanto trattato come tale, anche se si trattava comunque di un sovrano assoluto. Tutti i sudditi dovevano inginocchiarsi al passaggio dell'imperatore (proskýnesis). Il re aveva potere assoluto ed era protetto da un esercito personale, chiamato "gli Immortali". Questo era composto da 10 000/20 000 soldati, tra fanti e cavalieri, scelti tra la nobiltà persiana; erano chiamati così perché, appena alcuni cadevano in battaglia, venivano subito sostituiti da altri (anche se si pensa che in realtà il nome "immortali" derivi da un'errata traduzione in greco, il nome ufficiale era "diecimila").
Il Gran re, per evitare possibili moti di indipendenza all'interno del così vasto impero persiano, aveva vari ispettori regi sparsi per il Paese, che erano chiamati "occhi e orecchie del re". Essi dovevano vigilare sull'operato dei Satrapi e sulle idee dei sudditi; era infatti diffusa l'idea che il re fosse onnipresente e quindi nessuno osava parlarne male.
La residenza estiva del Re dei re era a Ecbatana, nella Media, mentre quella invernale era situata presso Susa. Oltre che in queste città il re risiedeva a Babilonia, Persepoli o Pasargade a seconda delle necessità. Nonostante la politica tollerante dei Re dei re, l'eterogeneità dell'impero favorì varie ribellioni, fino alla sua definitiva caduta, ad opera di Alessandro Magno.

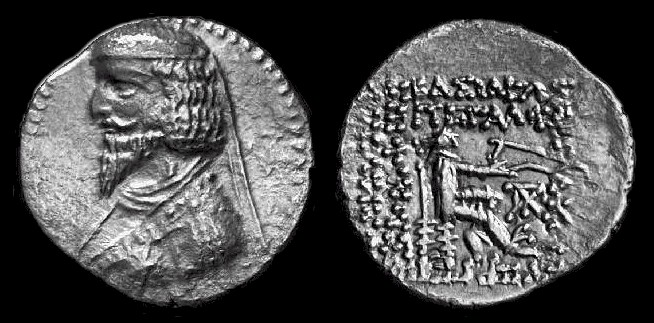
Moneta di Fraate III 70-57 a.C.

Cassio Dione Cocceiano racconta che Gneo Pompeo Magno, nel corso del suo soggiorno in Oriente durante il periodo della terza guerra mitridatica, si comportò con il sovrano dei Parti, Fraate III, in modo sprezzante. Egli, infatti, avvalendosi di una forza militare di grandi dimensioni, occupò la Conduene senza il consenso del sovrano partico. Oltre a ciò, abolì il fatto di riconoscerlo come Re dei re, chiamandolo semplicemente "re". Tale affronto non fu ovviamente gradito da Fraate, che intimò a Pompeo di non oltrepassare più l'Eufrate.
L'ultima regina d'Egitto, Cleopatra VII, in seguito alle cosiddette donazioni di Alessandria, si fece assegnare il titolo di Regina dei re e delle regine.